# Bruno Sutkus
Bruno Sutkos (Tannenwalde, 14 maggio 1924 – 29 agosto 2003) è stato un militare lituano.
Combatté con la 68ª divisione di fanteria dell'esercito tedesco come cecchino sul fronte orientale della seconda guerra mondiale, e gli furono attribuite 209 uccisioni. Ogni uccisione veniva registrata in un "libro del cecchino" individuale e doveva essere confermata da almeno un testimone e autenticata dal comandante del battaglione. Copie in facsimile di varie pagine del diario di Sutkus sono sopravvissute fino ai giorni nostri. Dopo la dissoluzione dell'Unione Sovietica, Sutkus tenne conferenze per i soldati lituani e presentò i suoi documenti in tempo di guerra agli ufficiali lituani.

## Biografia

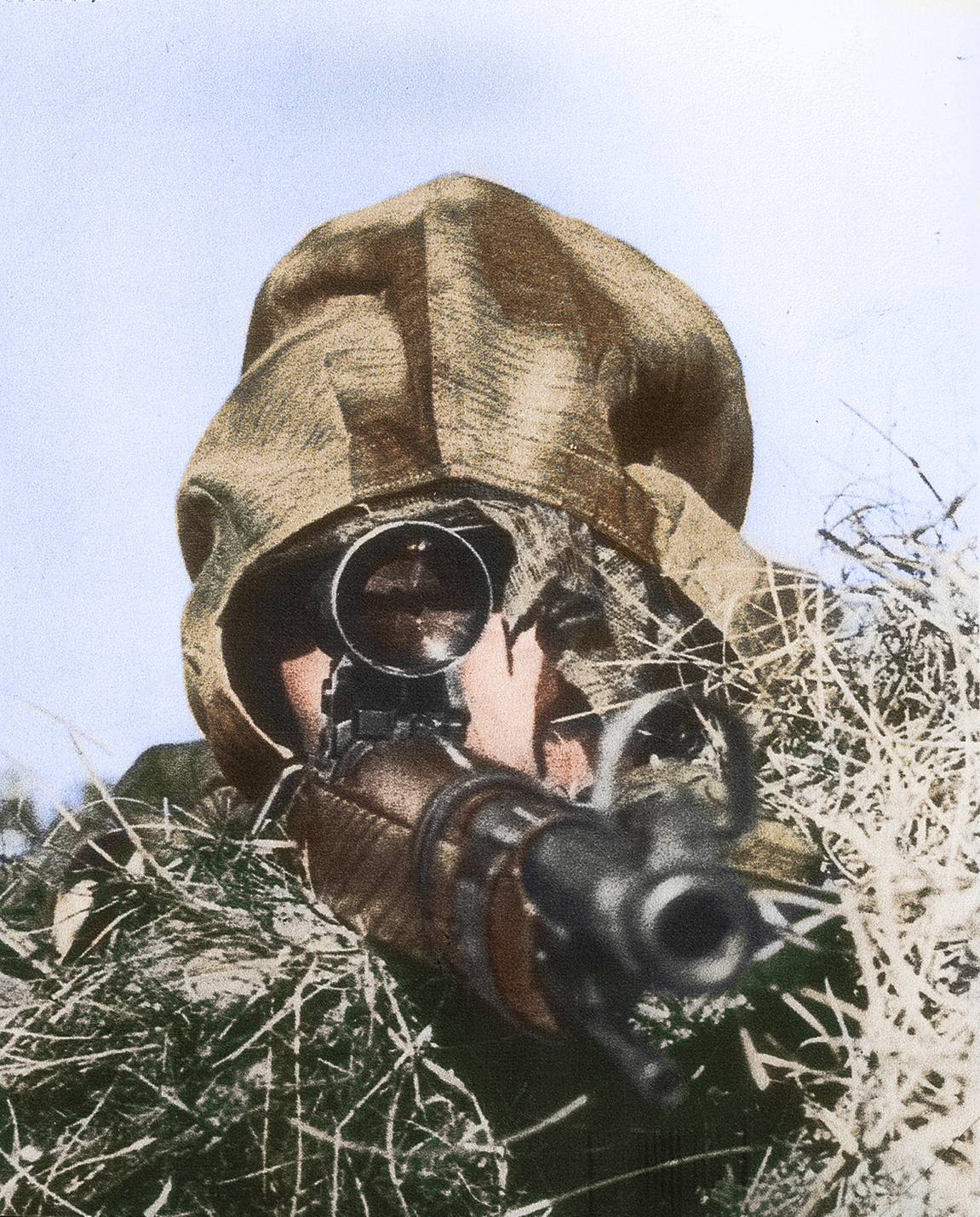
Bruno Sutkus in mimetica

Sutkus nacque a Tannenwalde, che allora era un sobborgo di Königsberg, nella Prussia orientale. Poiché suo padre era lituano, Sutkus non era considerato automaticamente tedesco e dovette richiedere la cittadinanza tedesca. Non essendo stata presentata alcuna domanda, rimase ufficialmente apolide fino al 1941 quando divenne tedesco naturalizzato. Si unì alla Gioventù Hitleriana nel 1938, ottenendo il grado di Scharführer . Quando aveva 18 anni divenne membro delle SA, dove le sue capacità di tiro furono riconosciute, e gli fu dato un fucile da portare a casa per esercitarsi nel tiro.
Sutkus venne addestrato come cecchino dall'agosto 1943 alla fine del dicembre 1943 presso la Scuola per cecchini di Vilnius, prima di essere assegnato al 196º reggimento granatieri della 68ª divisione di fanteria. Nel gennaio 1945, mentre Sutkus si stava ancora riprendendo da una ferita subita in battaglia, fu promosso e informato che era stato nominato istruttore in una scuola specializzata per cecchini.
Nella sua autobiografia, Sutkus riportò che dopo la guerra entrò in contatto con la resistenza lituana antisovietica e che fu catturato e torturato dal KGB. Era in possesso di documenti falsi che lo dichiaravano apolide e che aveva lavorato durante tutta la guerra come bracciante agricolo, ma i russi già da tempo sospettavano che avesse prestato servizio nella Wehrmacht come cecchino. Sutkus decise così di stabilirsi nelle vicinanze di alcuni lituani che conosceva e che furono deportati in Siberia per i lavori forzati, per sfuggire all'attenzione sovietica.
Quando i russi ebbero le prove necessarie per poterlo condannare a pagare per i crimini di guerra che aveva commesso, il cancelliere della Germania occidentale Konrad Adenauer aveva già negoziato il rilascio di Sutkus e di molti altri tedeschi detenuti in Unione Sovietica. Sutkus venne così salvato, ma dovette lavorare nelle foreste della Taiga e nelle miniere di Sheernkov dal 1949 al 1971, anno in cui gli fu permesso di far ritorno a Vilnius. Sutkus venne esiliato volontariamente per accompagnare una donna lituana, Antanina, (morta nel 1995), diciannove anni più grande di lui, che era stata collegata alla resistenza. Ha avuto un figlio, Vytautas, da lei nel 1951. Nel 1991, dopo il crollo dell'Unione Sovietica, Sutkus, ora lituano dopo essere stato costretto ad accettare la cittadinanza sovietica, visitò la Germania. Scrisse un libro basato sui suoi ricordi della guerra e aiutò ad addestrare l'esercito lituano dopo che la Lituania ottenne l'indipendenza. Nel 1994 ha ricevuto un certificato di cittadinanza e passaporto tedeschi e si è trasferito in Germania nel 1997.

## Riconoscimenti
- Croce di Ferro di 2ª Classe il 6 luglio 1944
- Distintivo per la ferita in nero il 7 settembre 1944
- Croce di Ferro di 1ª Classe il 16 novembre 1944
- Distintivo da cecchino (1ª classe - oro) il 21 novembre 1944
- Distintivo d'assalto di fanteria in argento il 29 novembre 1944
- Distintivo per ferita in argento del 1 marzo 1945